# Cuscuta europaea
Cuscuta europaea és una planta paràsita nativa d'Europa, que pertany a la família Convolvulaceae, però abans estava classificada dins la família Cuscutaceae. Parasita plantes de les famílies Asteraceae, Fabaceae, Chenopodiaceae, i altres espècies de plantes herbàcies, incloent plantes ornamentals com Coleus, Impatiens. És un paràsit important de l'alfals (Medicago sativa).

## Descripció
Les seves tiges són llargues i primes, com una cabellera, són de color vermellenc o groguenc. Floreixen en una inflorescència lateral al llarg de les tiges, les flors estan disposades en glomèruls compactes amb poques o moltes flors. La corol·la fa de 2.5-3 mm i és rosada. Les llavors estan dins de càpsules arrodonides de 3 mm de diàmetre. Les llavors són marrons, el·líptiques i fan 1 mm de llarg.

## Distribució
Aquesta cuscuta es troba al Japó, Caixmir, Nord d'Àfrica, oest d'Àsia, Europa, ocasionalment a Amèrica.